# Mulyosari (Sukorejo)
Mulyosari is een bestuurslaag in het regentschap Kendal van de provincie Midden-Java, Indonesië. Mulyosari telt 3466 inwoners (volkstelling 2010).